# جنگل ملی سن خوان
جنگل ملی سن خوان (به انگلیسی: San Juan National Forest) یک جنگل ملی در آمریکا است.
مساحت این جنگل ۷۶۰۳ کیلومتر مربع (کمی کوچکتر از کشور قبرس) است و در ایالت کلرادو گسترده است.